# Condaminea
Condaminea é um género botânico pertencente à família Rubiaceae.

## Espécies
- Condaminea angustifolia
- Condaminea breviflora
- Condaminea corymbosa
- Condaminea elegans
- Condaminea glabrata
- Condaminea macrophylla
- Condaminea microcarpa
- Condaminea petiolata
- Condaminea tinctoria
- Condaminea utilis
- Condaminea venosa

1. ↑  «Condaminea — World Flora Online». www.worldfloraonline.org. Consultado em 19 de agosto de 2020